# Samoyedo
El samoyedo (en ruso: самое́дская соба́ка) es una raza de perro originaria de Rusia. Son perros de tipo spitz que toman su nombre de los pueblos nénets o samoyedos del norte de Siberia. Descendientes de los Nenets Herding Laika, los samoyedos son animales domesticados que ayudan en el pastoreo, la caza, la protección y la tracción de trineos.

## Historia

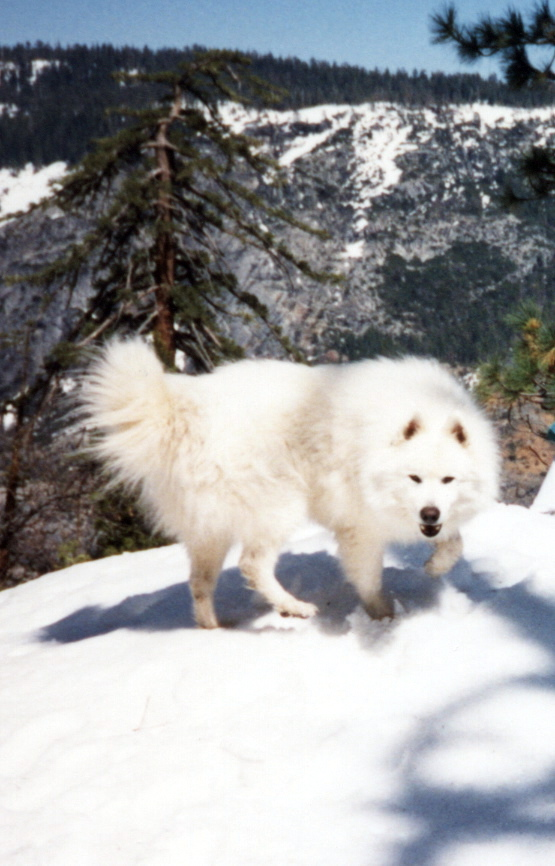
Samoyedo en la nieve.

El samoyedo toma su nombre de una etnia que, después de la revolución rusa de 1917, cambió su nombre por nénets. Distintos exploradores del Ártico (por ejemplo Fridtjof Nansen y Roald Amundsen) llevaron distintos ejemplares a Europa y mantuvieron el nombre de samoyedo para establecer criaderos, tanto en Europa como en Estados Unidos.
Fridtjof Nansen creía que el uso de perros de arrastre era la única manera efectiva de explorar el norte y utilizó samoyedos en sus expediciones polares. Desafortunadamente, su plan fue desastroso para los animales, planeando alimentar a los perros más fuertes con los perros más débiles a medida que se fueran muriendo durante la expedición. Al final, perdió a casi todos los perros.
Roald Amundsen usó un grupo de perros liderado por un samoyedo de nombre Etah en la primera expedición que alcanzó el polo sur.
Análisis recientes de ADN llevaron a que sea reconocido dentro de las catorce razas de perros más antiguas, junto con el husky siberiano, el alaskan malamute, el chow chow y otras once. Ha sido criado y entrenado durante los últimos 3000 años.

## Apariencia
Los machos suelen tener más tamaño que las hembras habitualmente pesan entre 20 y 30 kg, mientras que las hembras habitualmente pesan entre 16 y 20 kg.

### Ojos
Generalmente son negros o de color café y almendrados.

### Trufa
La nariz o trufa debe estar bien desarrollada y preferentemente ser negra. En algunas épocas del año puede aclararse dando lugar a la comúnmente llamada "nariz de invierno". Algunos otros factores como la edad o el clima pueden aclararla, pero es importante que siempre se mantengan los bordes de color negro.

### Orejas
Las orejas deben ser espesas y completamente cubiertas de pelo, de forma triangular y erguidas. En la mayoría de los casos son blancas, pero ocasionalmente pueden presentarse de color café muy claro (conocido como color "galleta").

### Cola
La cola del samoyedo es uno de los rasgos más distintivos de esta raza. Como el malamute de Alaska, la cola cuelga en forma de gancho sobre su espalda; sin embargo, y a diferencia del Malamute, la cola del Samoyedo toca la espalda e ir sobre uno de los costados y no debe ser un gancho muy cerrado o en forma de "bandera". En climas fríos, algunos Samoyedos duermen con sus colas sobre la nariz para proveer una protección adicional. La mayoría de los Samoyedos permiten que su cola caiga cuando están relajados, pero eventualmente la tornan a su posición original cuando están alerta.

### Pelo
Los samoyedos tienen una densa doble capa de pelo. La capa superior tiene un denso, grueso y recto pelo, que parece blanco a la vista pero tiene algunos tintes de plateado. Esta capa superior mantiene a la capa inferior relativamente limpia y libre de desechos. La capa inferior consiste de un suave, denso y corto pelo que mantiene al perro caliente. La capa inferior es cambiada de una a dos veces al año, proceso conocido como muda de pelo. Esto de ninguna manera significa que muden de pelo sólo en estas ocasiones, ya que a lo largo de todo el año el pelo fino se muda y reemplaza. 
El Samoyedo estándar puede tener una mezcla de colores blanco y galleta, aunque no es raro encontrar perros completamente blancos o completamente color galleta. Los machos generalmente tienen un pelaje más largo que las hembras.
Los Samoyedos habitualmente son buenos aseándose a sí mismos para mantener el baño en lo mínimamente posible. La mugre por lo general cae fácilmente de las capas exteriores de pelo, haciendo que el perro se muestre limpio con mucha facilidad. El pelo de los cachorros es más poroso, por lo que es más fácil que se manche con el pasto y lodo si están mucho tiempo en exteriores. El aspecto del cepillado es más difícil, ya que por su espeso pelambre algunas zonas como la parte posterior de las orejas tiende a enredarse si no se cepilla cada semana. Los Samoyedos requerirán ocasionalmente que el pelo que crece entre los cojinetes de sus patas se recorte, pero con esta excepción el resto puede permanecer así naturalmente. 
Excepto por razones médicas o que el pelo esté extremadamente enredado, no se recomienda el rapado, ya que su pelo actúa como un aislante tanto del frío como del calor moderado, además de que protege la piel clara del Samoyedo ante quemaduras por los rayos del sol. 
Una característica importante de esta raza es que no presentan el olor característico a perro, haciéndolos buenos perros para vivir en interiores. La falta de caspa también los hace hipoalergénicos. 
La gruesa capa de pelos puede hacer que se sientan incómodos en verano en lugares donde el clima es cálido, donde prefieren los interiores pues el aire es más frío. Su pelo también actúa como un repelente natural contra piojos y garrapatas, pudiendo llegar a medir unos 15 cm.

## Temperamento

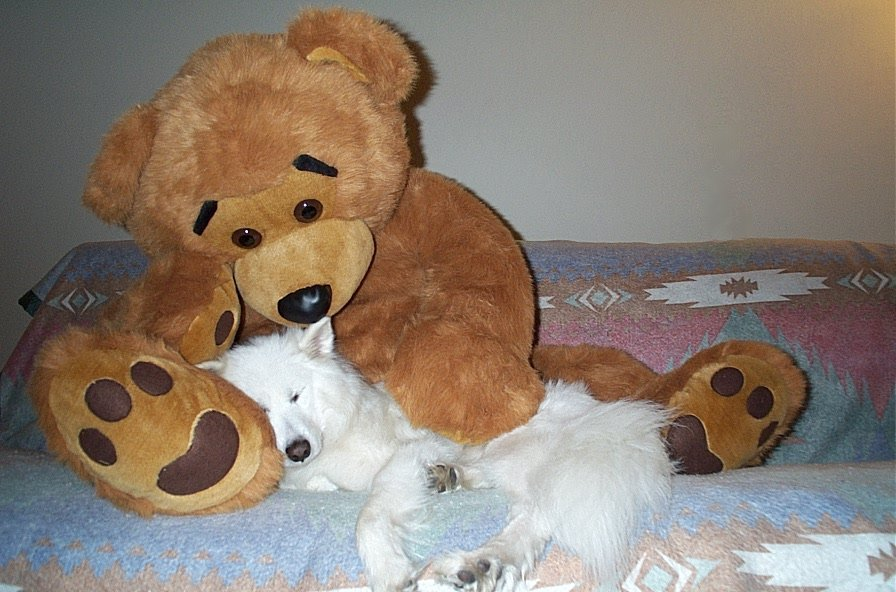
Un samoyedo durmiendo junto a un oso de peluche.

La disposición de jugar del samoyedo lo hace un perro poco recomendable como guardián. Sin embargo, con su tendencia a ladrar puede ser un buen perro guardián, ya que ladrará cuando algo o alguien se acerque a su territorio. Adecuadamente socializado es un buen perro de compañía para niños pequeños e incluso otros perros, manteniendo un carácter jovial hasta edad avanzada. Por su herencia como tirador de trineos, no tiene problemas para tirar objetos o personas, por lo que un samoyedo que no ha sido entrenado tirará de su dueño con la correa cuando se le saca a dar un paseo, en lugar de caminar a su lado. Instintivamente actúan como perros de pastoreo, por lo que cuando juegan, especialmente con niños, tenderán a tratar de orientarlos en una dirección diferente. Esta raza se caracteriza por su expresión alerta.

## Salud

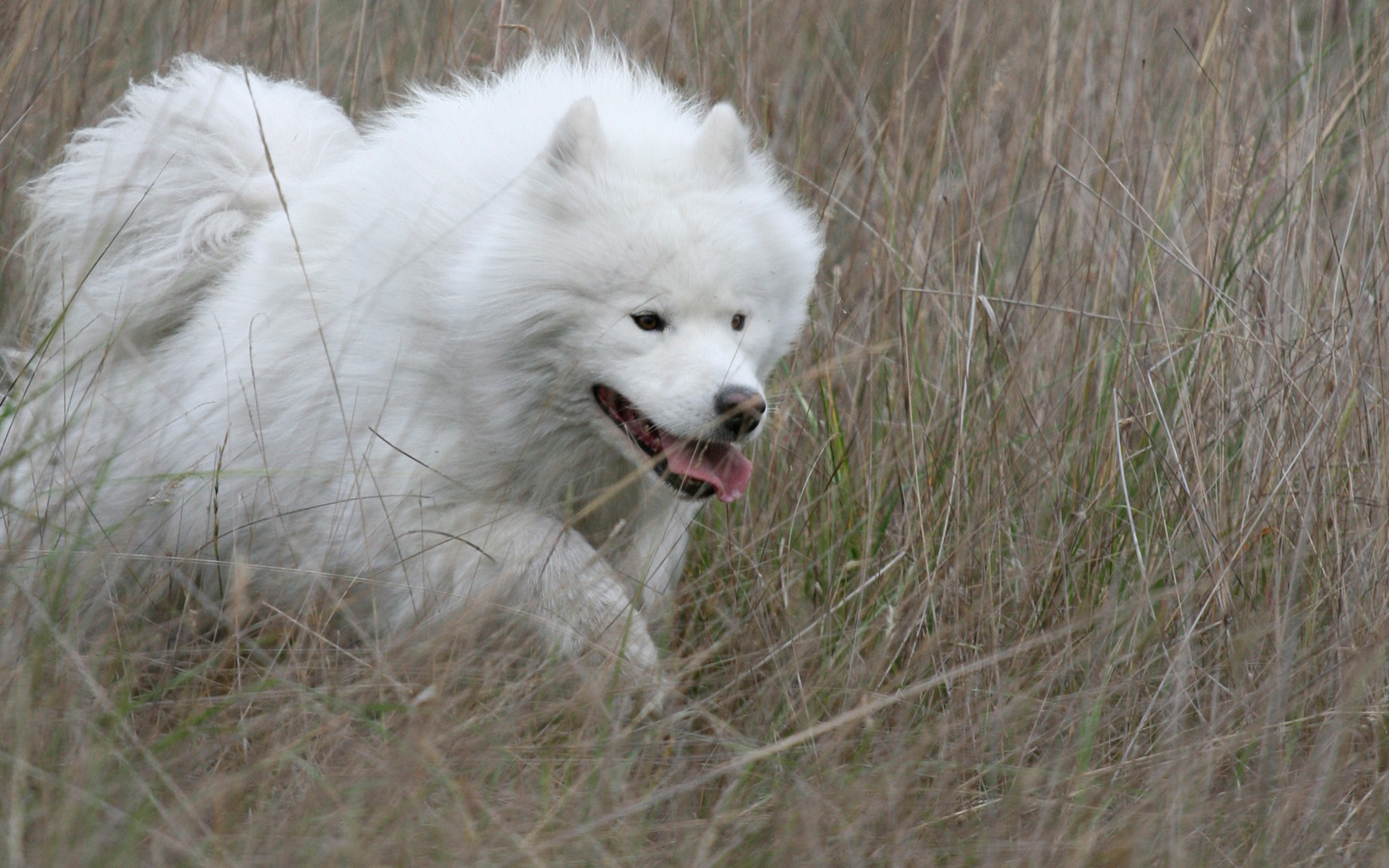
Un samoyedo activo.

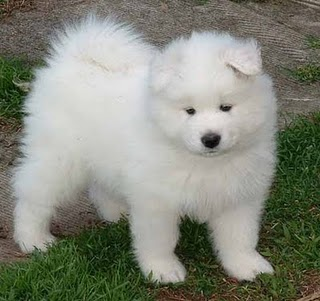
Cachorro de Samoyedo

Tienen mucha vitalidad por lo que bien cuidados retienen su juventud y ese espíritu jovial hasta su vejez. Su promedio de vida es de 12 a 13 años, aunque algunos pueden vivir un poco más. Si bien son perros saludables presentan tendencia a ciertas enfermedades.

### Glomerulopatía hereditaria
Pueden ser afectados por una enfermedad genética conocida como «glomerulopatía hereditaria del Samoyedo», una enfermedad renal. Se conoce que la enfermedad es causada por un alelo recesivo defectuoso ligado al cromosoma X, por lo que la enfermedad es más severa en los machos. Hembras portadoras desarrollan síntomas leves después de dos a tres meses de edad, pero no desarrollan insuficiencia renal. La enfermedad es causada por un defecto en las fibrillas de colágeno de tipo IV de la membrana basal glomerular (MBG). Como consecuencia, las fibrillas de colágeno de la membrana basal glomerular son incapaces de formar enlaces cruzados, así que la integridad de la estructura es debilitada y la membrana es más susceptible a daño por desgaste y desgarre. En el momento de que la estructura basal de la membrana comienza a degenerarse, proteínas de plasma se pierden en la orina y los síntomas comienzan a aparecer. Machos portadores parecen saludables durante los primeros tres meses de su vida pero los síntomas comienzan a parecer y empeoran el proceso de la enfermedad: el perro se vuelve aletargado y se gastan los músculos, como resultado de la  proteinuria. De los tres meses en adelante se puede detectar el rango de filtración glomerular, indicando una insuficiencia renal progresiva. La muerte por insuficiencia renal ocurre usualmente a los quince meses de edad.
Como no existe actualmente una prueba disponible para detectar la Glomeropatía hereditaria del Samoyedo, las hembras que se conozca que sean portadoras de la enfermedad no deben ser utilizadas para crianza. Si se cruza una hembra portadora y un macho saludable, los cachorros tienen un 50% de posibilidades de ser portadores de la enfermedad.

### Otros problemas de salud
La displasia de cadera es también un problema que puede ocurrir así como cataratas y glaucoma, además de otros problemas de retina. Son propensos a la diabetes, que puede aparecer cuando los propietarios no son cuidadosos.